# Полёт навигатора
«Полёт навигатора» (англ. Flight of the Navigator) — американский научно-фантастический приключенческий фильм Рэндала Клейзера о путешествии во времени, вышедший в 1986 году. Съёмки картины прошли в США и Норвегии с декабря 1985 года по март 1986 года. Фильм провалился в американском прокате, собрав всего 18,5 млн долларов и перекрыв таким образом, лишь затраты на производство, однако стал настоящим хитом в СССР, где зрители, не избалованные фантастикой, охотно ходили на него в кинотеатры.

## Сюжет
Вечером 4 июля 1978 года 12-летний Дэвид Фримэн по дороге через лес срывается с обрыва, падает и теряет сознание. Придя в себя и вернувшись домой, он обнаруживает, что в его  доме живут другие незнакомые люди. Полиция доставляет мальчика к сильно постаревшим родителям, которые, оказывается уже потеряли надежду увидеть его живым — ведь на дворе уже 1986 год, хотя сам Дэвид за прошедшие с момента его исчезновения 8 лет ничуть не изменился, и не помнит ничего, происходившего с ним. Он лишь временами слышит какой-то странный зов, исходящий неизвестно откуда и просящий о помощи.
Дэвида признают вполне здоровым, но обнаруживают необычную активность мозга при ответах на вопросы о том, что происходило в «пропущенные» 8 лет. Дэвид шокирован, он больше всего боится стать «подопытным кроликом» для учёных, категорически отказывается от дальнейших обследований и требует возвращения к родителям, которые поддерживают его и забирают из больницы. Однако в тот же день, когда вернулся Дэвид, неподалёку обнаруживается НЛО, потерпевший аварию при столкновении с опорой ЛЭП. Результаты исследований памяти Дэвида передают в НАСА, тут же обнаруживается, что мальчик видел потерпевший аварию аппарат. Доктор Фарадей просит разрешить обследование Дэвида на базе НАСА, обещая, что это займёт не более двух дней. Дэвид соглашается, рассчитывая что-нибудь узнать о том, что с ним произошло. Первое же обследование даёт совершенно феноменальные результаты: обнаруживается, что хотя сам мальчик ничего не помнит, в его мозгу хранится огромный объём информации, описывающей совершённое им на инопланетном корабле путешествие на неизвестную планету Фаэлон, находящуюся в нескольких сотнях световых лет от Солнечной системы. Из-за эффектов относительности за время путешествия, которое для Дэвида заняло всего несколько часов, на Земле прошло 8 лет. Дэвид понимает, что его худшие опасения сбываются. Очевидно, что двумя днями «обследование» не ограничится, да и вообще, теперь о нормальной жизни он может и не мечтать. Непонятный зов становится всё более сильным и, наконец, понятным; его источник явно находится здесь же, на базе. Дэвид решает бежать, положившись на указания зова и помощь хозяйственного робота. В результате он попадает в ангар, где находится аварийный НЛО, который тут же впускает мальчика внутрь.
Дэвид знакомится с корабельным компьютером, которого называет Макс, и узнаёт от него, что случилось на самом деле. Корабль, который может летать на межзвёздные расстояния и даже перемещаться во времени, управляется компьютерным мозгом и занимается сбором образцов жизни на разных планетах. После того, как собранные образцы на Фаэлоне всесторонне исследуют, корабль возвращает их обратно, причём в тот же самый момент времени, когда они были изъяты (очевидно, блокируя при этом память о произошедшем), так что обычно исследуемые и их окружение ничего не замечают. Так был взят на борт и Дэвид. Во время перелёта в его память были скопированы подробные звёздные карты и другие сведения, необходимые кораблю для возвращения домой. Но при исследовании Дэвида обнаружилось, что для людей перемещение в прошлое крайне опасно, поэтому корабль решил не рисковать жизнью мальчика и оставить его на том же месте, где забрал, не перенося во времени. Однако сразу после этого сам корабль потерпел аварию, столкнувшись с опорой ЛЭП, из-за чего пострадал модуль памяти, хранящий навигационные данные. Теперь корабль для возвращения домой нуждается в сведениях уже из мозга самого Дэвида.
Бежав на корабле пришельцев с базы НАСА, Дэвид некоторое время летает, осваивается с кораблём, после чего возвращается на нём к родителям. Обнаружив, что все окрестности заполнены полицией, он окончательно понимает безнадёжность своего положения и приказывает кораблю вернуть его в прошлое, несмотря на опасность. Дэвид удачно возвращается назад во времени, домой в 1978 год, а корабль отправляется на Фаэлон.

## В главных ролях
- Джои Креймер — Дэвид Скотт Фримэн (дублирует [4] Владимир Думчев)
- Пол Рубенс — Макс (голос) (дублирует Вадим Андреев)
- Вероника Картрайт — Хелен Фримэн, мать Дэвида (дублирует Лилия Захарова)
- Клифф Де Янг — Билл Фримэн, отец Дэвида (дублирует Вадим Андреев)
- Ховард Хессмэн[англ.] — доктор Луис Фарадей из НАСА (дублирует Сергей Малишевский)
- Сара Джессика Паркер — Кэролин Мак Адамс, практикантка из НАСА (дублирует Мария Володина)
- Мэтт Эдлер — Джефф Фримэн (в возрасте 16 лет), брат Дэвида
- Элби Витекер — Джефф Фримэн (в возрасте 8 лет)

## Ремейк
25 мая 2009 года The Hollywood Reporter сообщил, что компания Walt Disney Pictures готовит ремейк фильма. Брэд Коупленд пишет сценарий, а Дэвид Хоберман и Тодд Либерман выступят продюсерами. В ноябре 2012 года Walt Disney Pictures наняла режиссёра Колина Треворроу и сценариста/продюсера Дерека Коннолли, чтобы переписать сценарий фильма. В сентябре 2017 года появилась информация о перезапуске фильма с новым шоураннером Джо Хендерсоном. В сентябре 2021 года появилась информация, что киностудия Disney запустила в разработку версию фильма «Полёт навигатора» с главной женской ролью. Продюсером и режиссёром фильма заявлена Брайс Даллас Ховард.